# Lac de la Malchance
Le lac de la Malchance est un lac de l'île principale des îles Kerguelen, dans les Terres australes et antarctiques françaises (TAAF). Il est situé sur la péninsule Loranchet à 178 mètres d'altitude.

## Géographie
Le lac de la Malchance est situé au sud-ouest de la péninsule Loranchet, alimenté la rivière exutoire du lac de Jade et par les eaux de fonte de neiges et le ruissellement des reliefs environnants (mont Chenu, mont Pégoud et Grand Plateau). Son court émissaire se déverse par un torrent dans l'océan Indien au niveau de la baie Inconnue.